# MuLinux
muLinux — англоязычный мини-дистрибутив ОС Linux, созданный итальянским математиком и физиком Michele Andreoli. Может работать на очень старых компьютерах (80386, 80486, Pentium Pro), позволяет использовать их как сервера или текстовые рабочие станции. Также может быстро превратить любой старый 32-битный компьютер в Линукс-станцию, терминал, учебный компьютер, систему для восстановления, forensic analysis. Известен благодаря своему чрезвычайно небольшому размеру.

## Системные требования
- 4 MB RAM для запуска с жёсткого диска
- 8—16 MB RAM для запуска с дискет, в зависимости от набора пакетов.
- около 20 MB на жёстком диске для установки
- процессор Intel 80386 и совместимые или более поздние

## Пакеты
Каждый пакет представляет собой одну дискету.
- SRV — основной серверный пакет с веб-, почтовым и файловым (samba) серверами;
- WKS — основной пакет рабочих станций с почтовым клиентом mutt, текстовым веб-браузером Lynx, ssh, pgp и некоторыми другими Unix-утилитами;
- X11 — устаревший сервер X Window с 16-битным VGA, вместе с ранними версиями оконных менеджеров fvwm95 и Afterstep;
- VNC — VNC-клиент;
- GCC — компилятор языка программирования Си;
- TCL — интерпретатор Tcl/Tk+ и несколько графических приложений;
- TEX — система TeX;
- PERL — интерпретатор Perl с модулями;
- EMU — эмуляторы Wine и Dosemu;
- JVM — виртуальная машина Kaffe языка Java;
- NS1 — графический сервер с поддержкой SVGA вместе с очень старой и небольшой версией Netscape Navigator;
- NS2 — вторая часть Netscape Navigator.